# Selje-pil
Seljepil (Salix caprea), ofte skrevet selje-pil, er en op til 15 meter høj busk eller træ, der i Danmark findes almindeligt i åbne skove, enge og langs søer og åer.

## Kendetegn
Seljepilens bladstilke er 10-13 mm, bladpladen er 6-10 cm og bredest på midten. Kanten af bladene er ujævn og bølget, næsten takket. Oversiden af bladene er næsten glat og har en glinsende mørkegrøn farve. Undersiden er mat og lodden med en grå farve. Bladene har omkring 6-10 par sidestrenge og store nyreformede fodflige. Raklerne er kortstilkede og blomstrer tidligt. Den kan vokse på næsten alle jordtyper, undtaget meget fugtige jorder.

## Anvendelse
Seljepil tåler vind og kan anvendes i kanter i skovbryn, læ- og vildt-plantninger. Den tåler beskæring godt.
Seljepil er smidig og blev bl.a. brugt til nagler og et spant i Skuldelev-skibene. Nye skud kunne bruges til vidjer, kurve og fletværk.
Blomsterne opsøges meget af bier under den tidlige blomstring. De tørre frø ædes af fugle. Sommerfuglearter, f.eks. sørgekåbe og iris er knyttet til seljepilen, da den er foderplante for sommerfuglenes larver.